# Hits (Album)
Hits ist eine 1996 erschienene Zusammenstellung der Hits von Joni Mitchell. Sie wurde in den Vereinigten Staaten rund 500.000 Mal verkauft und erhielt 2013 in Großbritannien Gold für 100.000 verkaufte Exemplare. Das Gegenstück, Misses (Verpasste, also keine Hits) wurde am selben Tag veröffentlicht. Es besteht aus Mitchells weniger erfolgreichen Songs, die sie als persönliche Favoriten betrachtet.

## Titelliste
Alle Songs wurden von Joni Mitchell geschrieben, außer Unchained Melody von Alex North und Hy Zaret.
1. Urge for Going – 5:05
2. Chelsea Morning – 2:31, von Clouds
3. Big Yellow Taxi – 2:14
4. Woodstock – 5:27
5. The Circle Game – 4:51
6. Carey – 3:02
7. California – 3:50
8. You Turn Me On, I'm a Radio – 2:39
9. Raised on Robbery – 3:05
10. Help Me – 3:22
11. Free Man in Paris – 3:02
12. River – 4:04
13. Chinese Café/Unchained Melody – 5:18
14. Come in from the Cold – 7:30
15. Both Sides, Now – 4:34